# Groenlands handbalteam junioren (vrouwen)
Het Groenlands handbalteam junioren is het nationale onder-19 en onder-20 handbalteam van Groenland. Het team vertegenwoordigt het Grønlands Handbold Forbund in internationale handbalwedstrijden voor vrouwen.

## Resultaten

### Wereldkampioenschap handbal onder 20
| Wereldkampioenschap handbal onder 20 | Wereldkampioenschap handbal onder 20 | Wereldkampioenschap handbal onder 20 | Wereldkampioenschap handbal onder 20 | Wereldkampioenschap handbal onder 20 | Wereldkampioenschap handbal onder 20 | Wereldkampioenschap handbal onder 20 | Wereldkampioenschap handbal onder 20 | Wereldkampioenschap handbal onder 20 |
| Jaar                                 | Resultaat                            | Wed                                  | W                                    | G                                    | V                                    | DV                                   | DT                                   | DS                                   |
| ------------------------------------ | ------------------------------------ | ------------------------------------ | ------------------------------------ | ------------------------------------ | ------------------------------------ | ------------------------------------ | ------------------------------------ | ------------------------------------ |
| 1977                                 | Niet gekwalificeerd/niet deelgenomen | Niet gekwalificeerd/niet deelgenomen | Niet gekwalificeerd/niet deelgenomen | Niet gekwalificeerd/niet deelgenomen | Niet gekwalificeerd/niet deelgenomen | Niet gekwalificeerd/niet deelgenomen | Niet gekwalificeerd/niet deelgenomen | Niet gekwalificeerd/niet deelgenomen |
| 1979                                 | Niet gekwalificeerd/niet deelgenomen | Niet gekwalificeerd/niet deelgenomen | Niet gekwalificeerd/niet deelgenomen | Niet gekwalificeerd/niet deelgenomen | Niet gekwalificeerd/niet deelgenomen | Niet gekwalificeerd/niet deelgenomen | Niet gekwalificeerd/niet deelgenomen | Niet gekwalificeerd/niet deelgenomen |
| 1981                                 | Niet gekwalificeerd/niet deelgenomen | Niet gekwalificeerd/niet deelgenomen | Niet gekwalificeerd/niet deelgenomen | Niet gekwalificeerd/niet deelgenomen | Niet gekwalificeerd/niet deelgenomen | Niet gekwalificeerd/niet deelgenomen | Niet gekwalificeerd/niet deelgenomen | Niet gekwalificeerd/niet deelgenomen |
| 1983                                 | Niet gekwalificeerd/niet deelgenomen | Niet gekwalificeerd/niet deelgenomen | Niet gekwalificeerd/niet deelgenomen | Niet gekwalificeerd/niet deelgenomen | Niet gekwalificeerd/niet deelgenomen | Niet gekwalificeerd/niet deelgenomen | Niet gekwalificeerd/niet deelgenomen | Niet gekwalificeerd/niet deelgenomen |
| 1985                                 | Niet gekwalificeerd/niet deelgenomen | Niet gekwalificeerd/niet deelgenomen | Niet gekwalificeerd/niet deelgenomen | Niet gekwalificeerd/niet deelgenomen | Niet gekwalificeerd/niet deelgenomen | Niet gekwalificeerd/niet deelgenomen | Niet gekwalificeerd/niet deelgenomen | Niet gekwalificeerd/niet deelgenomen |
| 1987                                 | Niet gekwalificeerd/niet deelgenomen | Niet gekwalificeerd/niet deelgenomen | Niet gekwalificeerd/niet deelgenomen | Niet gekwalificeerd/niet deelgenomen | Niet gekwalificeerd/niet deelgenomen | Niet gekwalificeerd/niet deelgenomen | Niet gekwalificeerd/niet deelgenomen | Niet gekwalificeerd/niet deelgenomen |
| 1989                                 | Niet gekwalificeerd/niet deelgenomen | Niet gekwalificeerd/niet deelgenomen | Niet gekwalificeerd/niet deelgenomen | Niet gekwalificeerd/niet deelgenomen | Niet gekwalificeerd/niet deelgenomen | Niet gekwalificeerd/niet deelgenomen | Niet gekwalificeerd/niet deelgenomen | Niet gekwalificeerd/niet deelgenomen |
| 1991                                 | Niet gekwalificeerd/niet deelgenomen | Niet gekwalificeerd/niet deelgenomen | Niet gekwalificeerd/niet deelgenomen | Niet gekwalificeerd/niet deelgenomen | Niet gekwalificeerd/niet deelgenomen | Niet gekwalificeerd/niet deelgenomen | Niet gekwalificeerd/niet deelgenomen | Niet gekwalificeerd/niet deelgenomen |
| 1993                                 | Niet gekwalificeerd/niet deelgenomen | Niet gekwalificeerd/niet deelgenomen | Niet gekwalificeerd/niet deelgenomen | Niet gekwalificeerd/niet deelgenomen | Niet gekwalificeerd/niet deelgenomen | Niet gekwalificeerd/niet deelgenomen | Niet gekwalificeerd/niet deelgenomen | Niet gekwalificeerd/niet deelgenomen |
| 1995                                 | Niet gekwalificeerd/niet deelgenomen | Niet gekwalificeerd/niet deelgenomen | Niet gekwalificeerd/niet deelgenomen | Niet gekwalificeerd/niet deelgenomen | Niet gekwalificeerd/niet deelgenomen | Niet gekwalificeerd/niet deelgenomen | Niet gekwalificeerd/niet deelgenomen | Niet gekwalificeerd/niet deelgenomen |
| 1997                                 | Niet gekwalificeerd/niet deelgenomen | Niet gekwalificeerd/niet deelgenomen | Niet gekwalificeerd/niet deelgenomen | Niet gekwalificeerd/niet deelgenomen | Niet gekwalificeerd/niet deelgenomen | Niet gekwalificeerd/niet deelgenomen | Niet gekwalificeerd/niet deelgenomen | Niet gekwalificeerd/niet deelgenomen |
| 1999                                 | Niet gekwalificeerd/niet deelgenomen | Niet gekwalificeerd/niet deelgenomen | Niet gekwalificeerd/niet deelgenomen | Niet gekwalificeerd/niet deelgenomen | Niet gekwalificeerd/niet deelgenomen | Niet gekwalificeerd/niet deelgenomen | Niet gekwalificeerd/niet deelgenomen | Niet gekwalificeerd/niet deelgenomen |
| 2001                                 | Niet gekwalificeerd/niet deelgenomen | Niet gekwalificeerd/niet deelgenomen | Niet gekwalificeerd/niet deelgenomen | Niet gekwalificeerd/niet deelgenomen | Niet gekwalificeerd/niet deelgenomen | Niet gekwalificeerd/niet deelgenomen | Niet gekwalificeerd/niet deelgenomen | Niet gekwalificeerd/niet deelgenomen |
| 2003                                 | Niet gekwalificeerd/niet deelgenomen | Niet gekwalificeerd/niet deelgenomen | Niet gekwalificeerd/niet deelgenomen | Niet gekwalificeerd/niet deelgenomen | Niet gekwalificeerd/niet deelgenomen | Niet gekwalificeerd/niet deelgenomen | Niet gekwalificeerd/niet deelgenomen | Niet gekwalificeerd/niet deelgenomen |
| 2005                                 | Niet gekwalificeerd/niet deelgenomen | Niet gekwalificeerd/niet deelgenomen | Niet gekwalificeerd/niet deelgenomen | Niet gekwalificeerd/niet deelgenomen | Niet gekwalificeerd/niet deelgenomen | Niet gekwalificeerd/niet deelgenomen | Niet gekwalificeerd/niet deelgenomen | Niet gekwalificeerd/niet deelgenomen |
| 2008                                 | Niet gekwalificeerd/niet deelgenomen | Niet gekwalificeerd/niet deelgenomen | Niet gekwalificeerd/niet deelgenomen | Niet gekwalificeerd/niet deelgenomen | Niet gekwalificeerd/niet deelgenomen | Niet gekwalificeerd/niet deelgenomen | Niet gekwalificeerd/niet deelgenomen | Niet gekwalificeerd/niet deelgenomen |
| 2010                                 | 21ste                                | 7                                    | 2                                    | 0                                    | 5                                    | 148                                  | 237                                  | -89                                  |
| 2012                                 | Niet gekwalificeerd/niet deelgenomen | Niet gekwalificeerd/niet deelgenomen | Niet gekwalificeerd/niet deelgenomen | Niet gekwalificeerd/niet deelgenomen | Niet gekwalificeerd/niet deelgenomen | Niet gekwalificeerd/niet deelgenomen | Niet gekwalificeerd/niet deelgenomen | Niet gekwalificeerd/niet deelgenomen |
| 2014                                 | Niet gekwalificeerd/niet deelgenomen | Niet gekwalificeerd/niet deelgenomen | Niet gekwalificeerd/niet deelgenomen | Niet gekwalificeerd/niet deelgenomen | Niet gekwalificeerd/niet deelgenomen | Niet gekwalificeerd/niet deelgenomen | Niet gekwalificeerd/niet deelgenomen | Niet gekwalificeerd/niet deelgenomen |
| 2016                                 | Niet gekwalificeerd/niet deelgenomen | Niet gekwalificeerd/niet deelgenomen | Niet gekwalificeerd/niet deelgenomen | Niet gekwalificeerd/niet deelgenomen | Niet gekwalificeerd/niet deelgenomen | Niet gekwalificeerd/niet deelgenomen | Niet gekwalificeerd/niet deelgenomen | Niet gekwalificeerd/niet deelgenomen |
| Totaal                               | 1/20                                 | 7                                    | 2                                    | 0                                    | 5                                    | 148                                  | 237                                  | -89                                  |

 Kampioenen   Runners-up   Derde plaats   Vierde plaats